# Antypartia

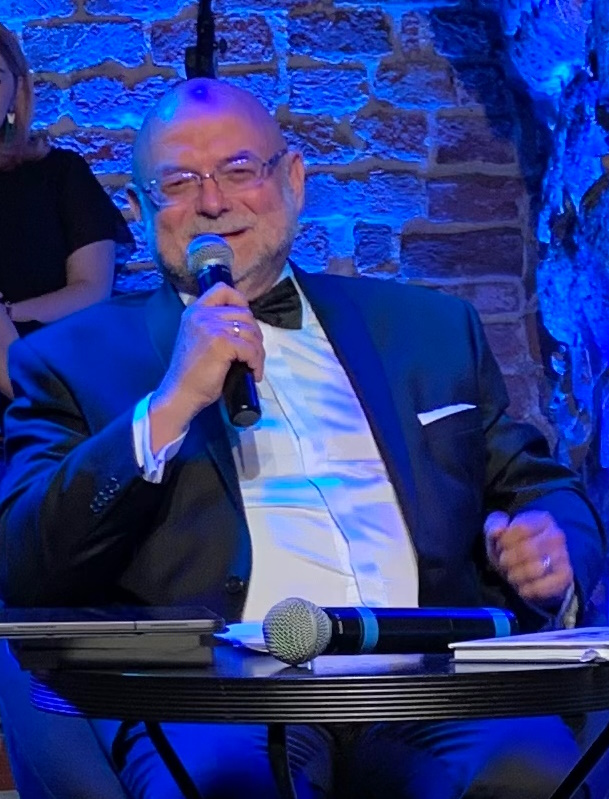
Marek Ciesielczyk, przewodniczący partii

Antypartia – polska partia polityczna założona 4 lipca 2020 przez Marka Ciesielczyka, zarejestrowana 18 stycznia 2021.

## Historia
W dniach 4–5 lipca 2020 w Gdańsku powołano formację Antypartia, na czele której stanął radny Tarnowa z listy stowarzyszenia Oburzeni i działacz opozycji w PRL Marek Ciesielczyk. W tworzeniu ugrupowania brali udział byli działacze ruchu Kukiz’15, a także m.in. Bezpartyjni Samorządowcy, Kongres Nowej Prawicy, Demokracja Bezpośrednia czy Wolni i Solidarni. Początkowo wspólnie z Markiem Ciesielczykiem partią zarządzali także Piotr Bakun i Wojciech Papis, którzy jednak jeszcze w tym samym roku powołali wraz ze Zbigniewem Witaszkiem własną partię Bezpartyjni. Także ugrupowania biorące udział w tworzeniu Antypartii ostatecznie nie zasiliły jej szeregów. Sąd zarejestrował partię 18 stycznia 2021.
Wiosną 2023 ugrupowanie ogłosiło listę potencjalnych liderów list w wyborach parlamentarnych w tym samym roku. Znaleźli się wśród nich m.in. Marek Ciesielczyk, były poseł Piotr Misztal, dwukrotny kandydat na prezydenta Bogdan Pawłowski, historyk i politolog Sławomir Dębski, były koszykarz Jarosław Zyskowski, prof. KUL Dariusz Staszczak, były radny sejmiku śląskiego Rajmund Pollak, były radny Gdańska Piotr Walentynowicz (wnuk Anny Walentynowicz), czy też szereg innych byłych radnych miejskich i gminnych. Z list Antypartii mieli startować także kandydaci partii Odpowiedzialność. Ostatecznie formacja zarejestrowała w wyborach jedynie listę kandydatów do Sejmu w okręgu lubuskim, którą otworzył ówczesny wiceprzewodniczący partii Janusz Maksymowicz. Znaleźli się na niej jedynie członkowie Antypartii. Na listę oddano 1156 głosów (0,22% w skali okręgu i 0,01% w skali kraju). W wyborach samorządowych w 2024 lider ugrupowania Marek Ciesielczyk wystartował do rady miejskiej Tarnowa z ramienia Koalicji Obywatelskiej (jako kandydat stowarzyszenia Uczciwość), nie uzyskując reelekcji. W wyborach do Parlamentu Europejskiego w tym samym roku przedstawiciele Antypartii nie startowali.

## Program
Podstawą programu Antypartii jest system demokracji bezpośredniej z bezprogowymi referendami (w tym lokalnymi). Ugrupowanie postuluje m.in. jednomandatowe okręgi wyborcze na wszystkich szczeblach, rozdzielenie władzy ustawodawczej od wykonawczej, dwukadencyjność posłów, likwidację Senatu, zmniejszenie liczby posłów z 460 do 300, likwidację dotowania partii politycznych przez państwo, obniżenie wynagrodzenia posłów, powszechne wybory marszałków województw, szefów sądów i prokuratur oraz sędziów Sądu Najwyższego, zniesienie immunitetu posłów, sędziów i prokuratorów, likwidację Trybunału Konstytucyjnego (z przekazaniem jego kompetencji do SN), trzykrotny wzrost wynagrodzeń, zniesienie podatków PIT i CIT i wprowadzenie podatku przychodowego, prywatyzację spółek państwowych, ograniczenie biurokracji, korupcji i nepotyzmu, likwidację ZUS i NFZ, zniesienie habilitacji, działania na rzecz zwiększenia przyrostu naturalnego, zmniejszenie wpływów zagranicznych w rolnictwie, reprezentację Polonii w Sejmie, szwajcarski model obrony narodowej, respektowanie zasad prawa naturalnego, zniesienie mandatów za błahe wykroczenia drogowe, czy też wypłacanie odszkodowań za niedotrzymane obietnice wyborcze. Opowiada się za wypłaceniem przez Niemcy odszkodowań wojennych. Krytycznie ocenia obecny kształt Unii Europejskiej.